# پوند جرسی
پوند جرسی (به انگلیسی: Jersey pound) یکای پول رایج در کشور جرزی است. مسئولیت کنترل این یکای پول برعهدهٔ Treasury and Resources Department, States of Jersey قرار دارد.